# HICAS
HICAS （ハイキャス、High Capacity Actively Controlled Suspension）は、日産自動車が開発した電子制御四輪操舵 (4WS/AWS) 機構である。自動車技術会「日本の自動車技術330選」の「シャシー」部門で「乗用車として世界で初めて商品化された四輪アクティブ操舵システム」として選出されている。

## 狙いと制御
四輪操舵は操縦安定性能向上を対象にするものと、回頭性能向上を対象にするものに大別されるが、前者に該当するHICASは操舵時期や角度を研究し、舵角比例制御方式に比して過渡特性まで最適化することにより、シャシ運動性能のキャパシティ向上と運転者感覚に近い操舵の両立を企図している。
高速旋回時に後輪を前輪と同位相方向へ操舵すると、車体後部の横滑りを伴わずに後輪へ横力が発生し、遠心力と横力が早期に均衡することで操縦安定性が向上する。単純な舵角比例制御方式では、前輪操舵と同時に後輪操舵が開始することにより車体ヨーイングの応答性が抑制されることと、旋回開始から定常旋回へ移行する過程において車体横滑り角が通常と逆位相になり曲線内側へ向かうことから、運転者が違和感を知覚したり、ヨーイングの遅延分だけ旋回軌跡が曲線外側へ遷移する。HICASは後輪操舵時期を前輪操舵より遅延させるディレイ制御を採用し、曲線通過時の過渡特性を考慮して後輪操舵を車体のヨーイング開始以降に制御することで、車体滑り角の縮小による操縦安定性能向上に加え、単純な舵角比例制御方式に比して運転者感覚に近い操舵を実現している。
緊急回避操作時などさらに広範な状況で運転者の意図や期待に応答するには鋭敏な回頭性を要するため、SUPER HICASは位相反転制御を採用している。ディレイ制御では、必要とされるヨーイングの開始まで安定方向への後輪操舵を遅延させるが、位相反転制御では一層積極的に、前輪操舵に同期して後輪を一瞬逆位相へ転舵した直後に同位相へ復帰することにより後輪のコーナリングフォースがヨーイングを促進し、操舵開始時の回頭性向上と、過大ヨーイングの防止を両立している。SUPER HICASを搭載したR33型スカイラインでは、100 km/h（キロメートル毎時）走行時にステアリング・ホイールを素早く操作すると約0.1秒間約0.02度逆位相へ転舵して回頭性を高め、直後に約0.5度同位相へ操舵して操縦安定性向上を実現している。後輪操舵角度0.5度は小さく感ずるが、100 km/h走行時に車線変更でステアリング・ホイールを45度操作した場合の前輪操舵角度約1.8度に比すると、0.5度は操縦安定性に大きく影響する。
制御理論では、ディレイ制御は「一次遅れ」項、位相反転制御は「一次進み」項、をそれぞれ加えた形で表現可能である。

## バリエーション
HICASは後輪操舵方法と制御方式の差異により4類別される。

### HICAS
1985年にR31型スカイラインへ量産市販車として世界初搭載された、日産が「リアアクティブステア」と呼称する能動的後輪操舵機構である。後輪のみを操舵、偏向せず、日産が「パワーシリンダー」と呼称する油圧アクチュエータをリアクロスメンバーの左右付け根にそれぞれ配置し、ラバーマウントの弾性範囲内でクロスメンバーを変位させて後輪操舵を実現している。ステアリングとは異なる系統の油圧をバルブの電子制御により横加速度に比例変化させて、速度調律した操舵特性変化を得ている。舵角比例制御とディレイ制御を組み合わせた後輪操舵角度は最大0.5度で、高速走行時の安定性向上を企図しているために同位相制御のみ作動し、30 km/h以下の低速度域で逆位相制御は作動しない。

### HICAS-II
油圧アクチュエータシリンダーは1本で、変位作動伝達にタイロッド式が採用され、後輪操舵角度を最大1度へ拡大して操縦安定性を向上させている。MID4にHICAS-IIへと同一機構が搭載されるも市販化されず、1988年にS13型シルビア、1989年に180SX、共通シャーシのA31型セフィーロ、C33型ローレルへそれぞれ搭載されている。

### SUPER HICAS
1989年5月発表のR32型スカイライン、同7月発表のZ32型フェアレディZへ、また1991年1月にマイナーチェンジされたPS13型シルビア、RPS13型180SXに、それまでのHICAS-IIに代えて採用される。車速センサーやステアリング舵角センサー情報を元に一層複雑な制御を実行するSUPER HICASが搭載されている。HICAS-IIまで使用された横加速度センサーに代わり、ステアリング舵角センサーで角速度を計測してステアリング・ホイールの操作速度を検出することにより、ドライバーの意図に即した車体操舵を実現している。ステアリングとは異なる系統の油圧を横加速度に応じて発生させ、電子制御バルブを介することで速度調律した操舵特性変化を実現している。ディレイ制御に代わり、後輪を一瞬逆位相にする位相反転制御を採用して中低速時の応答性を高めている。

### 電動SUPER HICAS

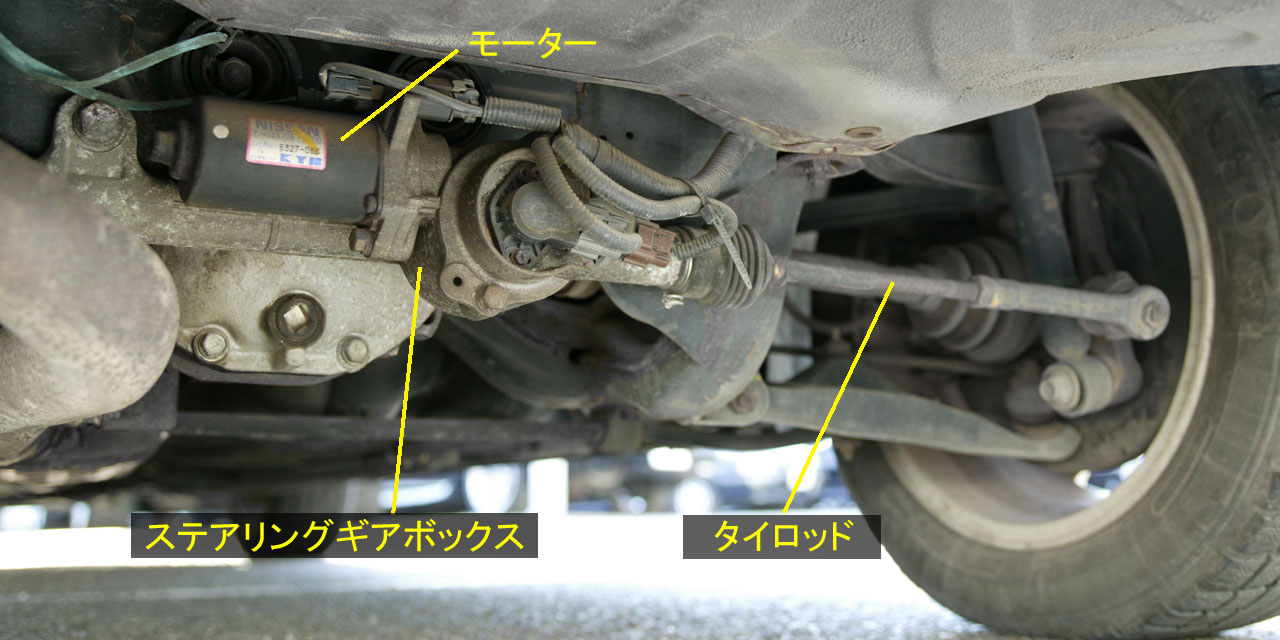
電動Super HICAS
(R33型系スカイライン)

C34型ローレル登場時、システム簡素化と応答時間向上のために油圧機構を排して電動アクチュエータへ変更し、リアサスペンション下側後方に位置するタイロッドを左右へ約3ミリメートル (mm)変位させる機構で後輪操舵角度は最大1度である。12V, 20Aの電力で300重量キログラム (kg重/kgw)を発生するアクチュエータモーターは中立位置から左右へ約8回転し、ハイポイドギヤで減速されて左右へ45度回転する。ハイポイドギヤ軸から偏心するオフセットシャフトがタイロッドへ連結され、水平方向へ可動制限されたコネクティングロッドを介してハイポイドギヤの回転が左右3 mmの直線運動へ変換される。ハイポイドギヤの非可逆性によりタイヤ側外乱入力は操舵に影響せず、コントローラ指示に従い操舵される。

## HICASのその後
スポーツカーやセダンのみならず、トレッドに対し重心位置が高めとならざるを得ないミニバンにも採用され、1991年発売のセレナ(C23型系) / ラルゴ(W30型系)にもオプション設定されていた。セレナの2WD (FR)最上位グレードとなるPXまたはGX(年式により名称が異なる)には、メーカーオプションの「ツーリングパック」にSuper HICASが設定されていた。
R34型系までスカイラインでは、GT-Rおよびターボ車に電動SUPER HICASが装備されていたが、V35型系では商品コンセプトが異なることや、FMプラットフォームの優秀性を示すためもあり、採用されていない。同じFR-Lファミリーでは車重の大きいステージアのターボモデルのみに搭載されている。
2004年10月に発売されたフーガでは、新たにリアアクティブステアと名称を変えて搭載された。後に、フロントもアクティブに操舵を支援する4輪アクティブステアがV36型系スカイラインに搭載されたが、後輪を操舵させる4WASリアアクチュエーターは電動SUPER HICASと同じくハイポイドギアを使ったものである。

## その他
スポーツ走行、ドリフト走行をする場合サードパーティ製キャンセラーを使用するケースがある。これはハイキャスを有効にしたままにすると高速域での安定性が損なわれるため、ドリフト時にリアサスペンションが妙な動きをするためである。なお、HICASキャンセルロッド等を用いた四輪操舵から二輪操舵への構造変更は2015年4月より検査項目より除外されたため公認車検は不要となった。
ハイキャス搭載車は、日産車の場合であるが基本的に一部の例外を除いて型式にKがつくことで判別可能となっている。